# Veteraan

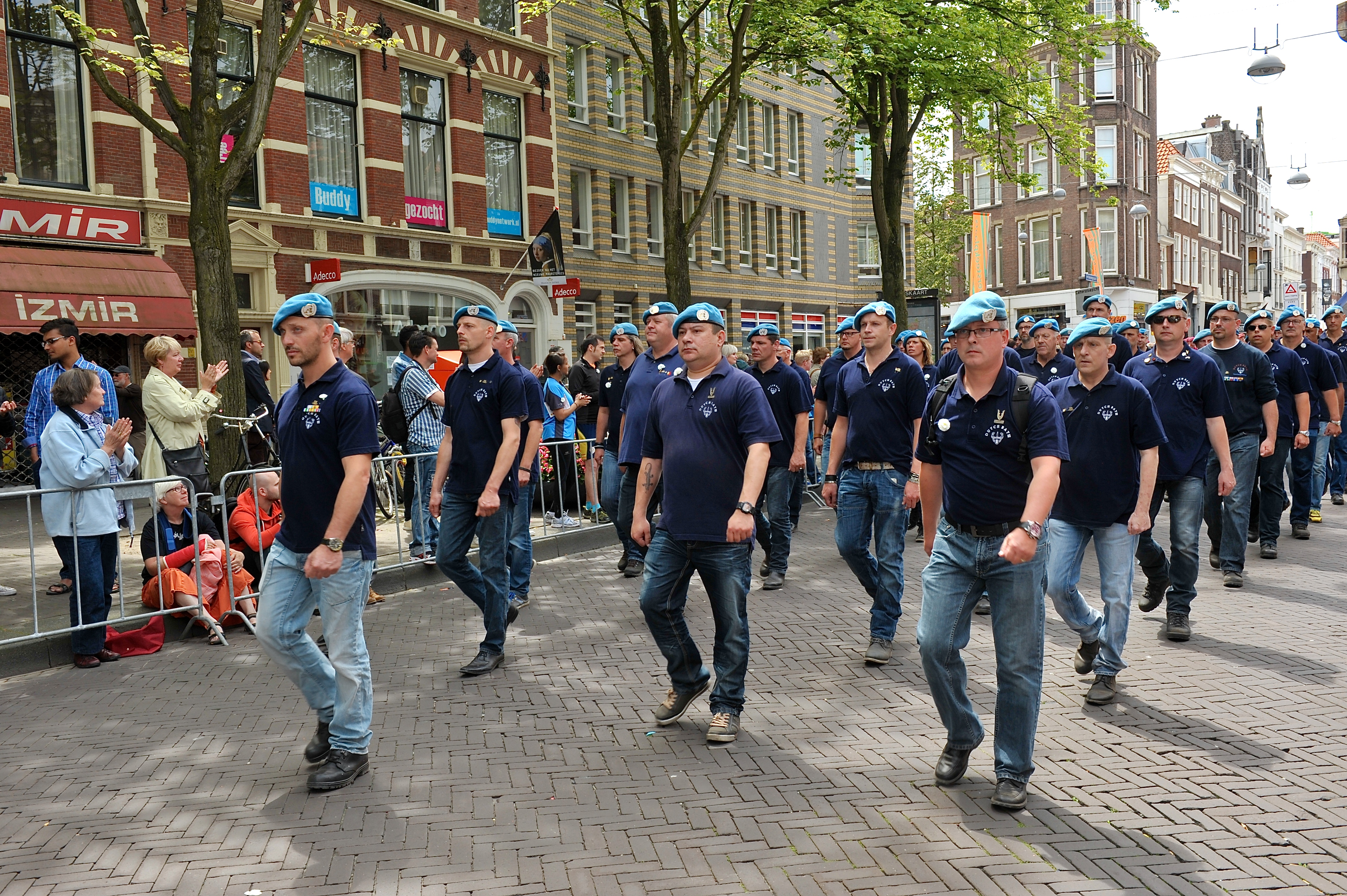
Nederlandse UNPROFOR veteranen (Dutchbat)

Een veteraan (oorspr. Latijn vetus, oud) is een oudgediende, iemand met ervaring.

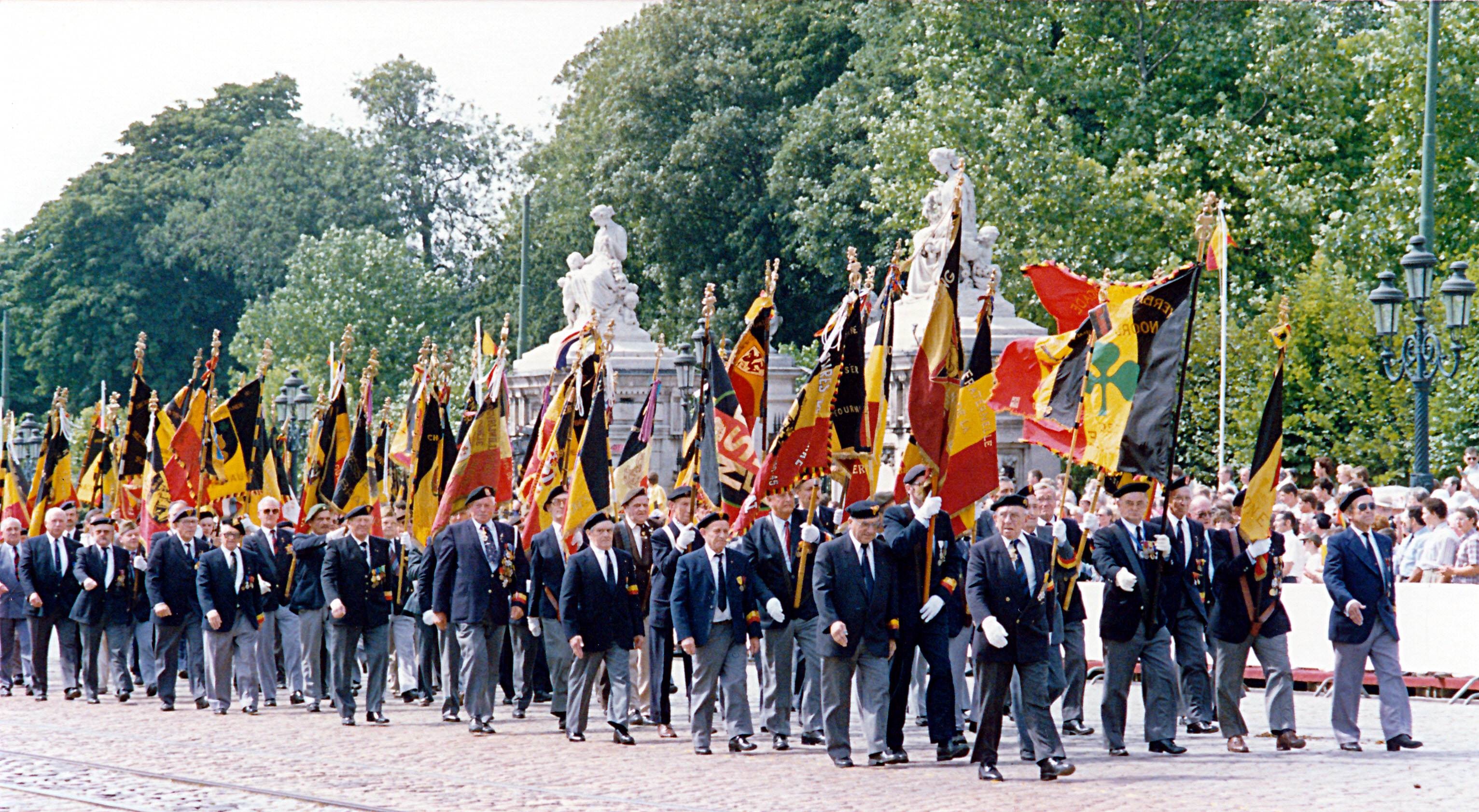
Défilé van oud-strijders op het Paleizenplein in Brussel in 1989

## Defensie
Een oorlogsveteraan of oud-strijder is iemand die als militair voor zijn land heeft gediend in oorlogssituaties. Oud-strijders krijgen vaak in eigen land speciale erkenning. Verschillende landen kenden eretekens voor veteranen; plechtigheden worden gehouden; eretekens opgericht en na overlijden krijgen oorlogsveteranen vaak ereplaatsen op begraafplaatsen.

### Nederland

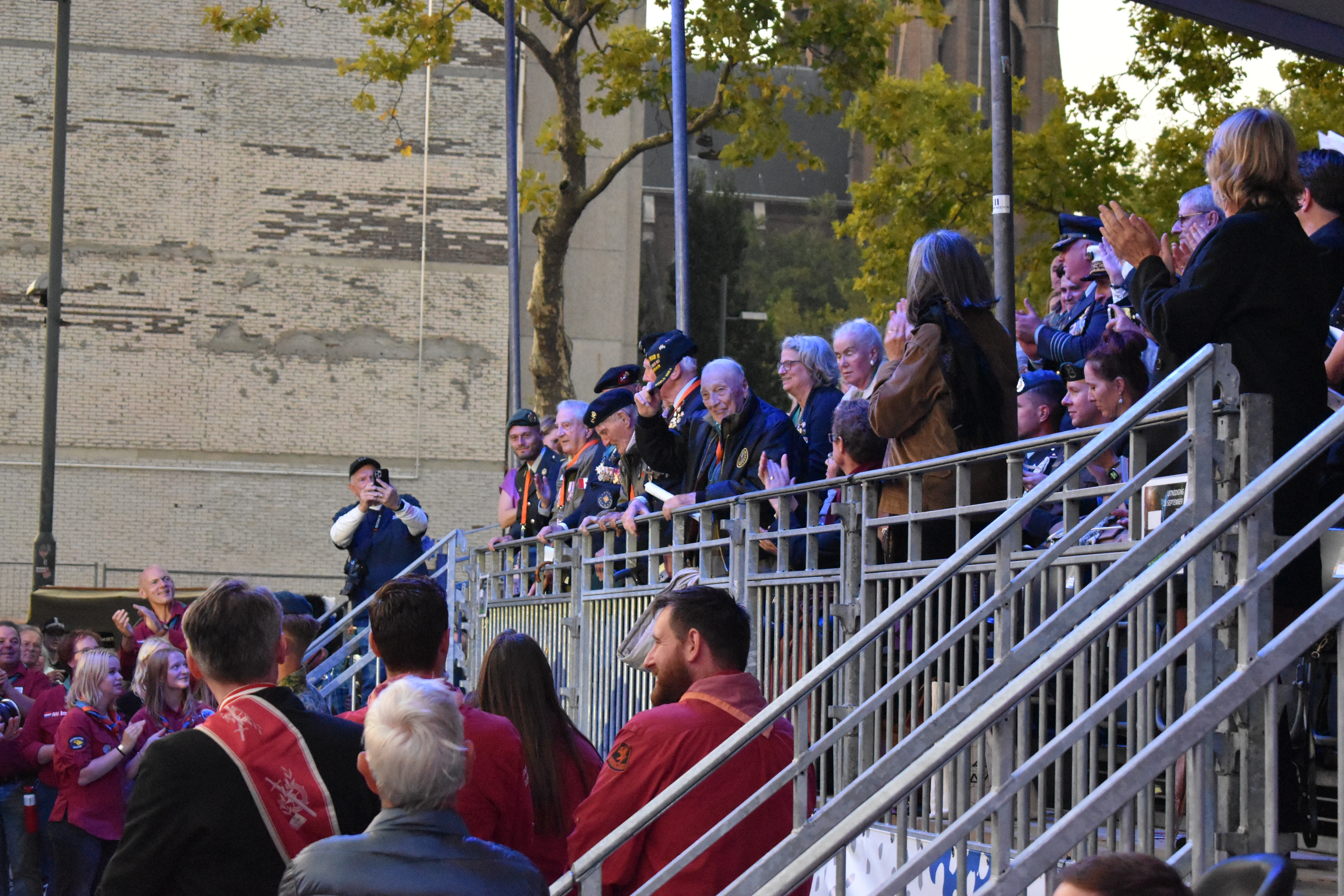
Veteranen uit de Tweede Wereldoorlog tijdens het Bevrijdingsdefilé in Eindhoven (2024)

In Nederland was sinds 1990 formeel een veteraan een voormalige militair of een voormalig gemilitariseerde burger met de Nederlandse nationaliteit die het Koninkrijk heeft gediend onder oorlogsomstandigheden of tijdens vredesoperaties.
Vaak wordt – uitgaande van de formele in de Nederlandse wet verankerde definitie ten onrechte – de term ook gebruikt voor alle oud-militairen (dienstplichtig of beroeps). Omdat de oud-militairen van de zogenaamde Koude Oorlog niet de veteranenstatus krijgen en de gehanteerde definitie wezenlijk afwijkt van een aantal andere NAVO-landen, met name de Verenigde Staten van Amerika en het Verenigd Koninkrijk, staat de gehanteerde definitie onder druk, zoals onder andere blijkt uit de vele ingestuurde brieven in defensievakbondbladen. Er was een vereniging opgericht, Koude Oorlog Veteranen en Oud-Militairen (KOVOM), met als doelstelling de Koude Oorlogveteranen en alle oud-militairen de erkenning en waardering te geven die ze verdienen. Omdat het woord 'Veteranen' in de verenigingsnaam bij de 'echte' veteranen wrevel veroorzaakte, werd de naam veranderd in 'Koude Oorlog Vereniging voor Oud-Militairen'. Daardoor bleef de afkorting (KOVOM) hetzelfde.
Aangenomen in 2012 en geldend vanaf 2014 is de Wet tot vaststelling van regels omtrent de bijzondere zorgplicht voor veteranen (Veteranenwet). Deze wet definieert veteranen als "de militair, de gewezen militair, of de gewezen dienstplichtige, van de Nederlandse krijgsmacht, dan wel van het Koninklijk Nederlands Indisch Leger, alsmede degene die behoorde tot het vaarplichtig koopvaardijpersoneel, die het Koninkrijk der Nederlanden heeft gediend onder oorlogsomstandigheden dan wel heeft deelgenomen aan een missie ter handhaving of bevordering van de internationale rechtsorde voor zover deze missie bij regeling van Onze Minister is aangewezen." Daardoor hebben vanaf 2014 ook nog steeds dienende militairen de veteranenstatus.
In Nederland vindt de nationale Veteranendag plaats op de laatste zaterdag van juni.

### België

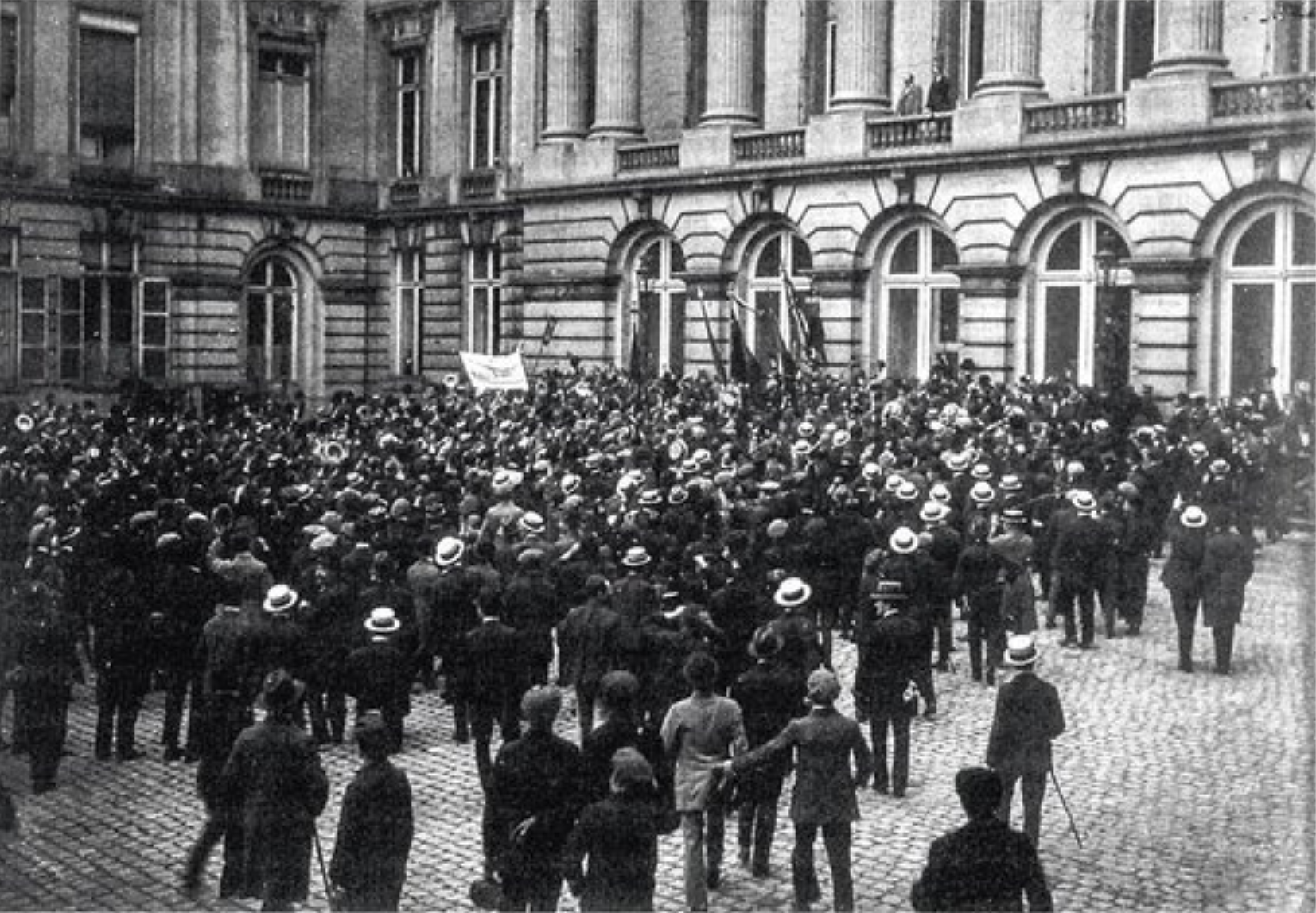
Oud-strijders dringen in 1920 het parlement binnen tijdens de bespreking van hun oorlogsvergoeding in de Kamer

De term oud-strijders wordt in de eerste plaats geassocieerd met de Eerste Wereldoorlog. De aspiraties van de meer dan 300.000 gemobiliseerde soldaten die de loopgraven hadden overleefd, gaven mee vorm aan de naoorlogse samenleving. Ze organiseerden zich in diverse verenigingen. Behalve de Nationale Strijdersbond (NSB) was er de Vlaamse Oud-Strijdersbond (VOS), ontstaan uit de Frontbeweging, en de Socialistische Oud-Strijdersbond (SOS). Na de Tweede Wereldoorlog sloot een nieuwe generatie zich bij deze verenigingen aan. Doorheen de jaren werden diverse statuten van nationale erkentelijkheid ingesteld, bijvoorbeeld ook het expeditiekorps van de Koreaanse Oorlog. 
Het Nationaal Instituut voor Oorlogsinvaliden, Oud-strijders en Oorlogsslachtoffers, opgericht in 1981, verleent materiële, morele en sociale ondersteuning aan Belgen die hebben deelgenomen aan oorlogen of buitenlandse opdrachten (o.a. in Congo, Rwanda, ex-Joegoslavië en Afghanistan). Voor die laatste categorie werd de eretitel Veteraan in het leven geroepen. Het in datzelfde jaar opgerichte Instituut voor Veteranen (IV-NIOOO) werd in 2017 deel van het War Heritage Institute.

## Sport
In de sport spreekt men over veteranen wanneer men mensen bedoelt die de sport beoefenen maar van zodanige leeftijd zijn dat de prestaties verminderd zijn. De leeftijdsondergrens die hiervoor wordt gesteld is sterk afhankelijk van de tak van sport, en wordt niet altijd strikt aangehouden. (Bij atletiek ligt de grens bij 35 jaar en is de term veteraan vervangen door het Engelse master. Ook bij roeien is "master" de term voor roeiers van 27+.)

## Medisch
De bacteriële infectie veteranenziekte heet zo, omdat de bacterie voor het eerst geïdentificeerd is na een congres van (oorlogs)veteranen van de American Legion in 1976 waar velen ernstig ziek werden en 34 mensen aan de ziekte overleden.